# Putzu Idu
Putzu Idu è una frazione del comune di San Vero Milis, in Sardegna.
Dista 25 km da San Vero Milis, comprende una lunga spiaggia e si trova nell'area marina protetta Penisola del Sinis - Isola di Mal di Ventre.

## Monumenti e luoghi di interesse
- Spiaggia di Cala Saline
- Stagno di Salina Manna
- Complesso nuragico S'Uraki